# Лаваль, Абдулазиз
Абдулализ Лаваль (англ. Abdulaziz Laval; род. 20 декабря 1992) — нигерийский футболист, полузащитник клуба «Молодечно-2018».

## Клубная карьера

### «Нафтан»
В начале 2011 года проходил просмотр в столичном «Динамо», однако в итоге стал игроком «Нафтана», подписав пятилетний контракт. В составе новополоцкого клуба долгое время выступал за дубль. В первой половине сезона 2013, когда главным тренером новополочан был Павел Кучеров, стал привлекаться к основной команде, но тогда так и не дебютировал за нее, а позже снова стал выступать только за дубль.
Летом 2015 года присоединился к основе «Нафтана». 16 августа 2015 года дебютировал в Высшей лиге, выйдя на замену Евгению Елезаренко в конце матча с «Витебском» (3:0). Позже закрепился в стартовом составе новополочан. В первой половине сезона 2016 редко появлялся на поле из-за травм, но позже вернул место в старте. В сезоне 2017 был одним из основных опорных полузащитников новополочан, но не сумел спасти команду от вылета в Первую лигу.
В 2022 году вместе с клубом стал чемпионом Первой Лиги. В феврале 2023 года футболист продлил контракт с клубом. Однако спустя пару недель покинул клуб, расторгнув контракт по соглашению сторон. Всего за клуб провёл 198 матчей во всех турнирах, в которых отличился 8 забитыми голами и 3 результативными передачами.

### «Орша»
В феврале 2023 года появилась информация, что футболист пополнит ряды «Орши». Официально присоединился к оршанскому клубу 28 февраля 2023 года в качестве свободного агента. Дебютировал за клуб 2 апреля 2023 года в матче против могилёвского «Днепра», выйдя на поле в стартовом составе. Дебютный гол за клуб футболист забил 26 августа 2023 года в матче против гомельского «Локомотива». На протяжении сезона футболист был одним из ключевых игроков оршанского клуба, отличившись своим единственным забитым голом. По окончании срока действия контракта футболист покинул клуб.

### «Молодечно-2018»
В декабре 2023 года появилась информация, что футболист станет игроком «Молодечно-2018». В январе 2024 года футболист официально перешёл в «Молодечно-2018».

## Статистика
| Сезон | Дивизион | Клуб   | Страна                    | Матчи | Голы |
| ----- | -------- | ------ | ------------------------- | ----- | ---- |
| 2011  | дубль    | Нафтан | Флаг Беларуси (1995—2012) | 0     | 0    |
| 2012  | дубль    | Нафтан | Флаг Беларуси             | 28    | 4    |
| 2013  | дубль    | Нафтан | Флаг Беларуси             | 22    | 0    |
| 2014  | дубль    | Нафтан | Флаг Беларуси             | 27    | 0    |
| 2015  | Д1       | Нафтан | Флаг Беларуси             | 9     | 0    |
| 2016  | Д1       | Нафтан | Флаг Беларуси             | 16    | 0    |
| 2017  | Д1       | Нафтан | Флаг Беларуси             | 28    | 0    |
| 2018  | Д2       | Нафтан | Флаг Беларуси             | 27    | 0    |
| 2019  | Д2       | Нафтан | Флаг Беларуси             | 26    | 4    |
| 2020  | Д2       | Нафтан | Флаг Беларуси             | 24    | 1    |
| 2021  | Д2       | Нафтан | Флаг Беларуси             | 29    | 0    |
| 2022  | Д2       | Нафтан | Флаг Беларуси             | 22    | 2    |

## Достижения
«Нафтан»
- Победитель Первой Лиги: 2022

«Молодечно-2018»
- Победитель Первой лиги: 2024